# Устье (деревня, Селижаровский район)
 Устье  — опустевшая деревня в Селижаровском муниципальном округе Тверской области.

## География
Находится в западной части Тверской области на расстоянии приблизительно 27 км на юг-юго-запад по прямой от административного центра округа поселка Селижарово.

## История
Деревня была отмечена еще на карте Менде (состояние местности на 1848 год). В 1859 году здесь (деревня Осташковского уезда Тверской губернии) было учтено 4 двора, в 1939 — 9. До 2020 года входила в состав Дмитровского сельского поселения Селижаровского района до их упразднения.

## Население
Численность населения: 29 человек (1859 год), 2 (русские 100 %) в 2002 году, 0 в 2010.